# Luciana Pedraza

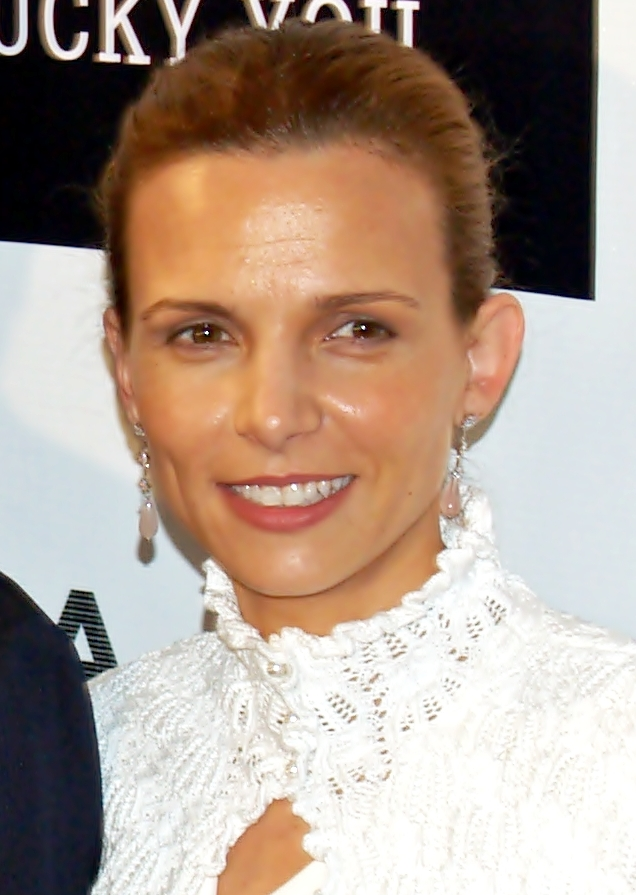
Pedraza bei der Premiere von Glück im Spiel auf dem Tribeca Film Festival 2007

Luciana Pedraza (* 5. Januar 1972 in Salta, Argentinien) ist eine argentinische Schauspielerin, Regisseurin und Drehbuchautorin. Pedraza ist seit 2005 mit dem Schauspieler und Regisseur Robert Duvall verheiratet.

## Leben
Pedraza wurde 1972 in der nordargentinischen Stadt Salta als älteste von fünf Schwestern geboren. Im Alter von zwei Jahren zog ihre Familie in die Provinz Jujuy. Im Alter von 16 Jahren zog sie in die Hauptstadt Buenos Aires, wo sie ihre Ausbildung beendete. Später arbeitete sie als Eventmanagerin und gründete 1994 die Eventagentur W. & Associates.
1996 lernte sie in Buenos Aires Robert Duvall kennen, den sie mit Freunden auf der Straße ansprach und zu einer Party einlud. Pedraza ist auf den Tag 41 Jahre jünger als er. Sie zog 1997 zu Duvall in die Vereinigten Staaten. Bei den Dreharbeiten zu Duvalls nächstem Film Apostel! wurde ihr Interesse für die Filmproduktion geweckt.
Im Jahr 2002 übernahm sie an der Seite Duvalls und unter seiner Regie ihre erste Rolle im Film Killing Moves, in dem sie die Tangotänzerin Manuela verkörperte.
2004 drehte Pedraza mit A Portrait of Billy Joe ihren ersten eigenen Film. Der Dokumentarfilm behandelt das Leben des Musikers und Schauspielers Billy Joe Shaver.

## Filmografie
Schauspielerin
- 2002: Killing Moves (Assassination Tango)
- 2004: ¿Cuanto cuesta la admisión? (Kurzfilm)
- 2015: Wild Horses

Drehbuch und Regie
- 2004: Portrait of Billy Joe (Dokumentation)